# Fuerza de trabajo

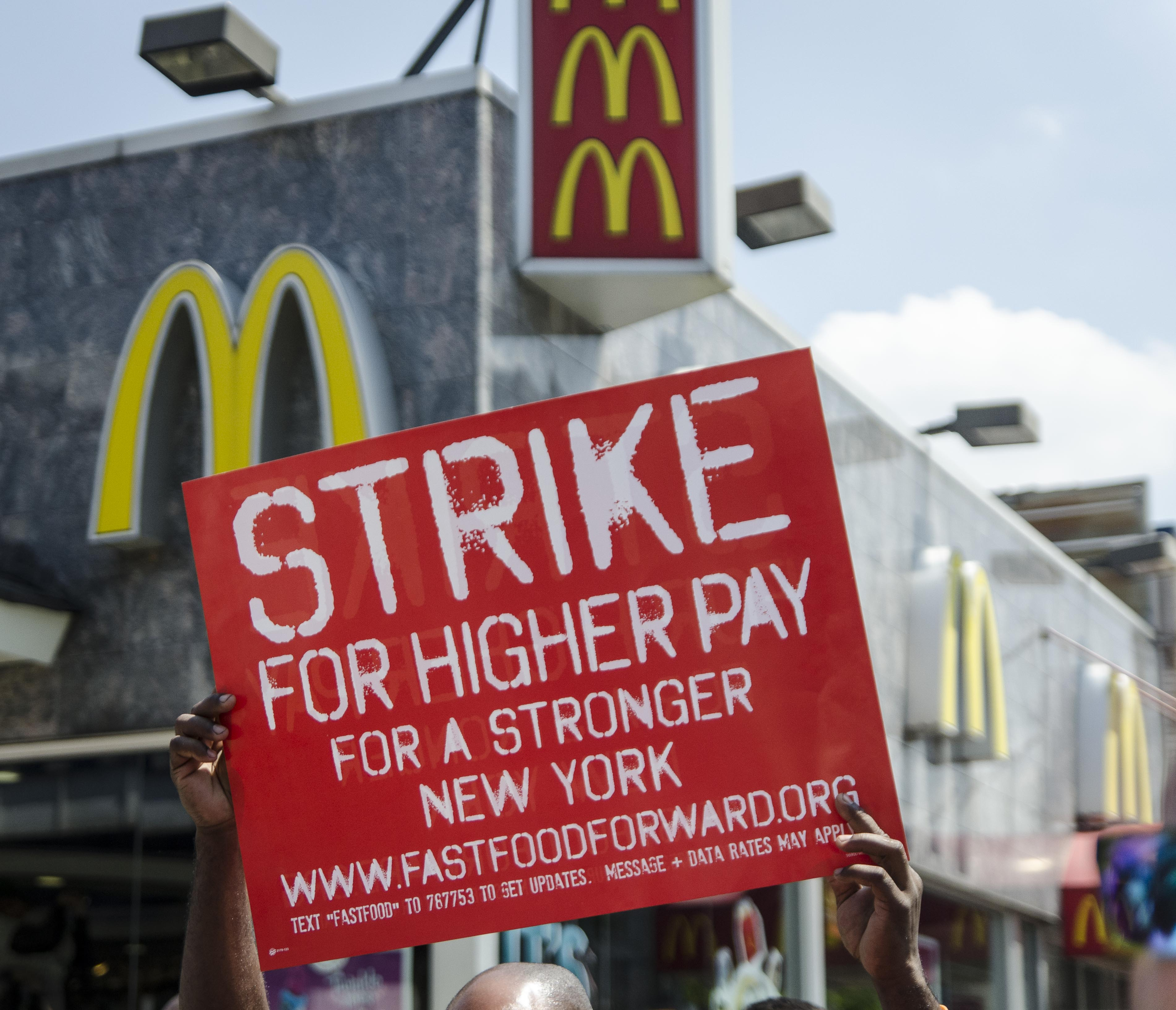
29 de julio de 2013, protesta en McDonald's en la ciudad de Nueva York. Foto de Annette Bernhardt.

En la teoría marxista, la capacidad de trabajo es el conjunto de capacidades físicas y mentales, inherentes a todo ser humano, susceptibles de ser utilizadas para la producción de un valor de uso. Se diferencia así del trabajo, que es la puesta en práctica de la fuerza de trabajo.

## Definición
En el primer libro de El capital, Karl Marx desarrolla el concepto de fuerza de trabajo, así como su relación con el trabajo en sí mismo:

Por fuerza de trabajo o capacidad de trabajo entendemos el conjunto de las facultades físicas y mentales que existen en la corporeidad, en la personalidad viva de un ser humano y que él pone en movimiento cuando produce valores de uso de cualquier índole.
Karl Marx, El capital

La fuerza de trabajo, sin embargo, solo se efectiviza por medio de su exteriorización: se manifiesta tan solo en el trabajo. Pero en virtud de su puesta en actividad, que es el trabajo, se gasta una cantidad determinada de músculo, nervio, cerebro, etc., humanos, que es necesario reponer.
Karl Marx, El capital

## Valor de la fuerza de trabajo
Según la teoría del valor-trabajo de Marx, el valor de la fuerza de trabajo, como el de cualquier otra mercancía, está determinado por el tiempo de trabajo socialmente necesario para producirla. En este caso, por ser una mercancía especial, su valor se determina por el tiempo de trabajo socialmente necesario para producir los medios de existencia y reproducción del trabajador, es decir los suyos y los de su descendencia. Se trata del valor de la masa de mercancías que constituyen la canasta promedio de consumo de la clase trabajadora. El valor de la fuerza de trabajo incluye un carácter social, histórico y cultural. En una época y sociedad dada, podemos considerar que el valor de la fuerza de trabajo es conocido. 

## Importancia de la distinción entrefuerza de trabajoytrabajo
Según la teoría marxista, los conceptos de "fuerza de trabajo" y "trabajo" no son sinónimos. Este último es la materialización, la concreción del potencial representado por la primera. El trabajo es el resultado de emplear la fuerza de trabajo.
Engels destaca la importancia de esta distinción en la Economía Política, y para la crítica que de ella hace Marx, pues es crucial para explicar la plusvalía y las distintas formas en que ella se concreta como la ganancia. 
Dice Engels que este es uno de los puntos en que la teoría del valor de Marx se desliga de la de David Ricardo y la profundiza. Hasta antes de que Marx introdujera esta distinción, en la Economía se trataba al trabajo mismo como una mercancía, esto conducía a una contradicción tautológica, pues no se podía determinar el valor del trabajo (una hora de trabajo es igual a una hora de trabajo) y a otra serie de paradojas y errores teóricos.
En cambio, al introducir la distinción entre trabajo y fuerza de trabajo, se da cuenta Marx que la solución a las paradojas y contradicciones al respecto estriba en determinar el valor de la fuerza de trabajo y aquello lo que los economistas denominaban coste del trabajo o costo de producción del trabajo, en realidad era el costo de producción de la fuerza de trabajo en tanto mercancía. O sea, no el costo de producción del trabajo, sino el costo de producir esa fuerza de trabajo o sea de producir al propio obrero viviente. 
Lo que el obrero vende al capitalista no es su trabajo sino su fuerza de trabajo, o sea que el obrero se compromete mediante un contrato a realizar un trabajo a cambio de un salario equivalente al valor de la fuerza de trabajo o sea al valor del conjunto de bienes necesarios para su existencia. El proceso de trabajo no es lo mismo que el proceso de valorización, es decir, la cantidad de trabajo que realiza el obrero en la jornada laboral para producir la mercancía es superior a la cantidad de trabajo necesario para reproducir el valor de su fuerza de trabajo. Esto permite explicar cómo se produce la plusvalía y el plusproducto.

## Aportaciones al concepto desde los estudios feministas
Desde los estudios feministas, autoras como Mariarosa Dalla Costa y Silvia Federici han señalado que para reproducir las condiciones materiales de existencia de los trabajadores (mantenerlos vivos y capaces de trabajar) no sólo son necesarios bienes de consumo como alimentos, vestido, etc., sino que son igualmente necesarias actividades como la preparación de los alimentos, el mantenimiento de una higiene mínima necesaria para preservar la salud de los habitantes de la vivienda del trabajador, así como otras actividades de cuidado y crianza. Por lo tanto, el tiempo invertido en dichas actividades debe sumarse al  trabajo socialmente necesario para reproducir la fuerza de trabajo.
Desde esta perspectiva, el valor real de la fuerza de trabajo resulta superior al valor que ésta tiene en el mercado, es decir que el monto del salario en realidad es inferior al valor de la fuerza de trabajo. El hecho de que, culturalmente,  las actividades de reproducción y cuidado no fueran reconocidas como trabajo productor de valor, permite que el capitalista no integre el valor de dicho trabajo al cálculo del salario y, en cambio, lo disfrace de plusvalor, lo que constituye una expropiación en toda regla que intensifica la explotación a la que es sometido el trabajador, más allá de lo que Marx había considerado.
En virtud de la división sexual del trabajo instituida por el capitalismo, según la cual, el trabajo productivo (de valor)  tradicionalmente ha sido realizado por los varones, mientras que el trabajo reproductivo corresponde a las mujeres, la porción "falsa" del plusvalor que proviene de la expropiación del valor del trabajo reproductivo no pagado fue producida casi exclusivamente por las mujeres por lo menos hasta el siglo XIX. Por esta Razón, Federici considera que el trabajo doméstico no pagado realizado por las mujeres constituye una de las fuentes fundamentales de la acumulación originaria que hace posible el desarrollo del capitalismo.
En este contexto, si bien es cierto que dentro del esquema tradicional de la división sexual del trabajo, el trabajador (varón) explota a las mujeres de su familia al no pagarles su trabajo reproductivo, en última instancia, quien disfruta de los beneficios económicos de dicha explotación, e forma de plusvalor, es el capitalista.
A partir del siglo XX la división sexual el trabajo tiende a difuminarse (muy lentamente) por la progresiva integración de los varones a los trabajos reproductivos, y de las mujeres a los trabajos asalariados, lo que da lugar a que en numerosas ocasiones el mismo trabajador, o trabajadora, deba realizar el trabajo reproductivo necesario para sustentar su vida. Pero aún en estos casos,mientras el trabajo reproductivo no se considere parte del trabajo socialmente necesario para reproducir la fuerza de trabajo y su valor no se sume al salario, seguirá formando parte de la acumulación originaria (valor expropiado) del capital.